# Jan Ordoš
Jan Ordoš (* 18. září 1996 Ústí nad Labem) je český hokejista a reprezentant. Hraje za tým Banes Motor České Budějovice. Nejčastěji hraje na levém nebo pravém křídle.
Získal stříbrnou medaili na hokejovém mistrovství světa do 18 let v roce 2014. V roce 2015 vyhrál s Libercem Extraligu.

## Klubové statistiky
| Sezóna  | Klub                         | Soutěž | Z. | G. | A. | B. |
| ------- | ---------------------------- | ------ | -- | -- | -- | -- |
| 2014–15 | HC Benátky nad Jizerou       | 1.ČHL  | 26 | 1  | 0  | 1  |
| 2015–16 | Bílí Tygři Liberec           | ČHL    | 17 | 1  | 1  | 2  |
| 2015–16 | HC Benátky nad Jizerou       | 1.ČHL  | 43 | 11 | 6  | 17 |
| 2016–17 | Bílí Tygři Liberec           | ČHL    | 44 | 5  | 6  | 11 |
| 2016–17 | HC Benátky nad Jizerou       | 1.ČHL  | 17 | 7  | 6  | 13 |
| 2017–18 | Bílí Tygři Liberec           | ČHL    | 51 | 12 | 7  | 19 |
| 2018–19 | Bílí Tygři Liberec           | ČHL    | 52 | 8  | 8  | 16 |
| 2018–19 | HC Benátky nad Jizerou       | 1.ČHL  | 5  | 7  | 2  | 9  |
| 2019–20 | Bílí Tygři Liberec           | ČHL    | 45 | 12 | 7  | 19 |
| 2020–21 | IK Oskarshamn                | SHL    | 44 | 5  | 7  | 12 |
| 2021–22 | Bílí Tygři Liberec           | ČHL    | 56 | 12 | 12 | 24 |
| 2022–23 | Bílí Tygři Liberec           | ČHL    | 48 | 16 | 13 | 29 |
| 2023–24 | Banes Motor České Budějovice | ČHL    | 52 | 22 | 13 | 35 |